# Martin Gosebruch
Martin Gosebruch (* 20. Juni 1919 in Essen; † 17. September 1992 in Braunschweig) war ein deutscher Kunsthistoriker.
Martin Gosebruch war der Sohn des Kunsthistorikers Ernst Gosebruch, der ab 1909 Direktor des Museum Folkwang in Essen war, dieses Amt aber auf Druck der Nationalsozialisten im September 1933 aufgeben musste. Anschließend übersiedelte die Familie nach Berlin, wo Martin Gosebruch 1937 am Bismarck-Gymnasium sein Abitur ablegte. Es folgten Arbeitsdienst und Einziehung zur Wehrmacht, Teilnahme am Zweiten Weltkrieg und Kriegsgefangenschaft in Kanada. Nach seiner Rückkehr studierte Gosebruch ab 1947 Kunstgeschichte, Klassische Archäologie, Philosophie an der Universität München und wurde 1950 bei Hans Jantzen über das Thema „Die Bildmacht der burgundischen Skulptur im frühen 12. Jahrhundert“ promoviert. Anschließend ging er als Assistent an die Hamburger Kunsthalle und erhielt dann ein zweijähriges Stipendium der Bibliotheca Hertziana in Rom. 1958 habilitierte er sich an der Universität Freiburg mit der Arbeit „Florentinische Kapitelle von Brunelleschi bis zum Tempio Malatestiano und der Eigenstil der Frührenaissance“. Danach lehrte er einige Jahre als Privatdozent in Freiburg. 1965 wurde er auf den neugeschaffenen Lehrstuhl für Kunstgeschichte an der Technischen Hochschule Braunschweig berufen, den er bis zu seiner Emeritierung 1986 innehatte. Seit 1971 war er ordentliches Mitglied der Braunschweigischen Wissenschaftlichen Gesellschaft. Die Universität Leipzig verlieh ihm 1991 die Ehrendoktorwürde.
Schwerpunkte seiner Forschungen waren die früh- und hochmittelalterliche Kunstgeschichte Frankreichs, Italiens, Deutschlands, die Renaissance in Italien, die Kunst des 20. Jahrhunderts sowie die Methodik der Kunstwissenschaft. Vor allem aber widmete er sich der Kunstgeschichte Niedersachsens, deren Erforschung sich die bei der Braunschweigischen Wissenschaftlichen Gesellschaft angesiedelte und von ihm geleitete „Kommission für Niedersächsische Bau- und Kunstgeschichte“ annahm. Die in diesem Rahmen begonnene Reihe kunstgeschichtlicher Symposien, in denen neben Fachkollegen auch etliche seiner Schüler zu Wort kamen, führte Gosebruch auch nach seiner Emeritierung weiter.
Gosebruch war seit 1948 mit Ina-Marie Gosebruch, geb. Körner (1923–2006) verheiratet, mit der er zwei Töchter und einen Sohn, den Künstler Thomas Gosebruch (* 1951) hatte. Der 1945 gefallene Opernsänger Herbert Gosebruch war ein älterer Bruder von ihm.

## Veröffentlichungen (Auswahl)
- Über die Bildmacht der burgundischen Skulptur im frühen XII. Jahrhundert: Beiträge zu einer Bestimmung des Stiles. Dissertation München 1950.
- „Varieta“ bei Leon Battista Alberti und der wissenschaftliche Renaissancebegriff , in: Zeitschrift für Kunstgeschichte Bd. 20, 1957, S. 229–238  (Volltext)
- Florentinische Kapitelle von Brunelleschi bis zum Tempio Malatestiano und der Eigenstil der Frührenaissance. (= Habilitationsschrift) In: Römisches Jahrbuch für Kunstgeschichte Bd. 8, 1958, S. 63–193 (Volltext beschränkter Zugang).
- Giotto und die Entwicklung des neuzeitlichen Kunstbewusstseins. Köln 1962.
- mit Karl Jordan: 800 Jahre Braunschweiger Burglöwe 1166–1966. (Braunschweiger Werkstücke: Reihe A, Veröffentlichungen aus dem Stadtarchiv und der Stadtbibliothek; 1 = 38 [d. Gesamtw.]), Braunschweig 1967.
- Die Magdeburger Seligpreisungen. In: Zeitschrift für Kunstgeschichte Bd. 38, 1975, S. 97–126.
- Die Braunschweiger Gertrudiswerkstatt. Zur spätottonischen Goldschmiedekunst in Sachsen. In: Niederdeutsche Beiträge zur Kunstgeschichte Bd. 18, 1979, S. 9–42.
- Der Braunschweiger Dom und seine Bildwerke. (Aufnahmen von Jutta Brüdern), Königstein im Taunus 1980, ISBN 3-7845-4220-4.
- Unmittelbarkeit und Reflexion. Methodologische Beiträge zur Kunstgeschichtswissenschaft. München 1979, ISBN 3-7705-1797-0.
- mit Walter Baumann: Stift Gandersheim. Königstein im Taunus 1980, ISBN 3-7845-0580-5.
- Vom oberrheinisch-sächsischen Weg der Kathedralgotik nach Deutschland. (Schriftenreihe der Kommission für Niedersächsische Bau- und Kunstgeschichte bei der Braunschweigischen Wissenschaftlichen Gesellschaft). Göttingen 1983.
- mit Thomas Gädeke: Königslutter, die Abtei Kaiser Lothars. Königstein im Taunus 1985, ISBN 3-7845-4820-2.
- LABOR EST HERIMANNI. Zum Evangeliar Heinrichs des Löwen. In: Abhandlungen der Braunschweigischen Wissenschaftlichen Gesellschaft. Band 35, 1983, S. 135–161 (Volltext).
- Das oberrheinisch-bambergische Element im Magdeburger Dom. In: Ernst Ullmann (Hrsg.): Der Magdeburger Dom. Ottonische Gründung und staufischer Neubau. Symposium vom 7.–11. Oktober 1986 in Magdeburg (Schriftenreihe der Kommission für Niedersächsische Bau- und Kunstgeschichte bei der Braunschweigischen Wissenschaftlichen Gesellschaft / 5), Leipzig 1989, S. 132–140.
- Wolfgang Klähn und die Krise der Moderne: Essays aus fünf Jahrzehnten. Seemann Verlag, Leipzig 2007, ISBN 3-86502-141-7.
- Aufsätze und Vorträge. herausgegeben von Christian Lenz. Deutscher Kunstverlag, Berlin, München 2010, ISBN 978-3-422-06865-0.